# خمیده‌شاخ
خمیده‌شاخ (نام علمی: Ancyloceras) نام یک سرده از راسته شاخ‌قوچی‌سانان است.